# Manuel Couce Pereiro
Manuel Couce Pereiro (Ferrol, 9 de enero de 1935) es un político gallego del PSdeG-PSOE.

## Trayectoria política
Obrero en los astilleros de Bazán, fue delegado sindical, secretario del comité de empresa y secretario autonómico de UGT en la comarca de Ferrol. Militante del PSdeG-PSOE, en las elecciones gallegas de 1981 fue elegido diputado del Parlamento de Galicia y reelegido en las elecciones de 1985. Concejal de Ferrol, fue elegido alcalde en 1989 tras una moción de censura contra su primo, el alcalde de Alianza Popular (AP) Alfonso Couce Doce, con los votos de su propio partido junto a los de EU-IU y un desertor de AP. Después de las elecciones municipales de 1991, en la que Mario Villaamil fue elegido alcalde de Ferrol , una nueva moción de censura le hizo volver a ser alcalde hasta 1995. En las elecciones generales de 1993 fue elegido diputado por la provincia de La Coruña en el Congreso. Couce también llegó a alcanzar la presidencia del PSdeG-PSOE. En 1996 abandonó la actividad política.

## Vida fuera de la política
Couce ha sido un gran seguidor del Racing Club de Ferrol. El 24 de enero de 2020 fue homenajeado por el presidente del Racing José María Criado Labajo y el expresidente Manuel Criado Seselle, recibiendo una camiseta con su nombre en la espalda y una placa conmemorativa del acto, además de otra camiseta del Libunca, donde en el pasado Couce jugó al fútbol.